# 吴应期
吴应期（？—1680年），一作应麒，字维周，平西王吴三桂之侄，在清军中历任都统等职。吴三桂举兵反清后，被先后授予金吾后将军、大将军。吴世璠继位后晋封楚王。吴应期在战事中长期把守吴军重镇岳州。吴三桂死后，吴应期曾提出北进之策，但吴军节节败退，为时已晚。吴应期退入云南后试图发动政变取代世璠，被识破后遭缢杀而死。

## 生平
吴应期是吴三桂的侄子，三桂待其如子。吴应期素有骁勇之名，在战场上敢冲敢拼，后任平西藩下左都统。康熙初年，平定乌撒土司作乱，吴应期曾连擒郎岱、土酋陇安藩、水西土目阿豆、女酋陇氏及部属万余人。在此期间吴应期与当时驻扎云南的曲靖右营总兵王辅臣在酒后发生不愉快，此举对王辅臣与吴三桂的感情产生了影响，王辅臣不久即请调陕西平凉。
1673年冬，吴三桂起兵反清，授予吴应期金吾后将军。吴应期曾与夏国相、胡国柱等共同谋划撤藩迁移至中原腹心之地造反，可直指北京，但最终此计划没有实施。1674年三月初，吴应期与张国柱水陆两军并进，谋夺岳州。守将李国栋被策反，吴军顺利入城。岳州为湖南军事重镇，吴三桂颇为重视这个战略要地，遂命吴应期率七万将士守城以防荆州清军南下。吴三桂还嘱咐应期以坚守为方针，不要着急出战。七月，贝勒察尼、将军尼雅翰率领大军攻打岳州，吴应期与廖进忠、马宝、张国柱、柯铎、高起隆等分兵迎战。清军虽杀伤万余吴军，毁船十余艘，但无法接近岳州城，遂退兵。1678年三月，吴三桂称帝，吴应期进位大将军。方光琛曾嘱咐吴三桂，吴应期妄自尊大，不可重用，三桂表面点头但没有听从。进入相持阶段，吴三桂打算固守湖南，因此在岳州积蓄三年的储备粮。吴应期倒卖军需牟利以饱私囊，军饷也存在随意克扣的情况。一名王姓总兵对此进行劝阻，应期大怒，欲杀之，王总兵因此与属下三百人密投清军。吴应期自恃权重，对属下态度傲慢，水师将领林兴珠等因此投奔清廷。清军围困长沙，岳州粮道被断。清军主帅岳乐针对岳州吴军内部的不稳定屡施反间计，吴应期对此采取宁可错杀不放过一人的态度，岳州城内人人惶恐不安。民众不满，编出民谣，“吴应期，吴应期，杀了你献康熙。”岳州失去补给，军需又被应期倒卖，粮食很快用尽，士兵逃走很多，许多将士投靠清廷。八月，吴三桂病死，吴世璠即位，吴应期晋封楚王。
1679年，岳州吴军已无法支撑，吴应期带领数万残部奔长沙，未敢多做停留即撤往辰龙关，与胡国柱成犄角之势，试图力守此地，但士气低落，大部分士兵连盔甲都没有。不久，喇布率大军克武冈，吴将吴国贵阵亡，危及辰州吴军后路，吴应期遂弃关退守贵阳。不久清兵追至，与吴世璠等退入云南。吴应期没有直接返回昆明，而是计划先聚拢部众，突袭昆明废世璠而自立为帝。然而，此事被吴世璠岳父郭壮图侦知。郭壮图以劳军为名，遣部将诱骗吴应期至交水，当场用绳索将其勒死。吴应期二子，世琚、世珵随后也在昆明被缢杀，另有一子世琮，在三藩之乱期间经略广西地区，於1679年戰死。

### 引用
1. ↑  李治亭 2005，第177頁
2. ↑  刘献廷 1997，第1頁
3. ↑  李治亭 2005，第355頁
4. ↑  李治亭 2005，第198頁
5. ↑  李治亭 2005，第203頁
6. ↑  刘献廷 1997，第184-185頁
7. ↑  李治亭 2005，第233頁
8. ↑  李治亭 2005，第225頁
9. ↑  勒德洪等撰 1686，第4卷，第6頁
10. ↑  中华书局编 1986，第48卷，第9頁
11. ↑  李治亭 2005，第286頁
12. ↑  李治亭 2005，第314頁
13. 1 2  李治亭 2005，第319頁
14. 1 2 3  李治亭 2005，第320頁
15. ↑  李治亭 2005，第329頁
16. ↑  赵尔巽等 1988，第12848-12849頁
17. ↑  李治亭 2005，第337頁
18. ↑  佚名 & 不详，第1頁
19. ↑   參: